# Paul Médinger

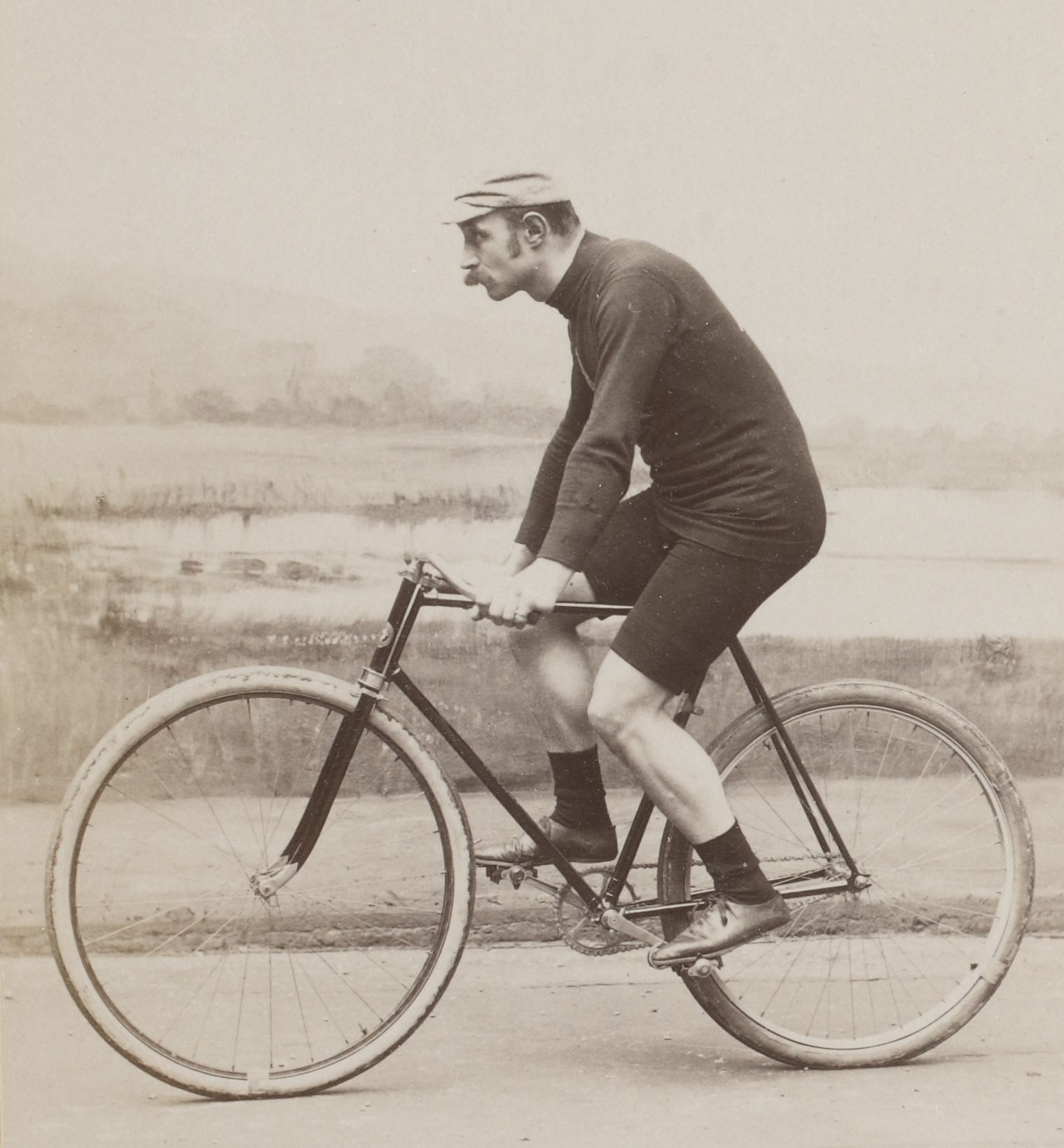
Paul Médinger (1898)

Paul Médinger (* 15. Juni 1859 in Paris; † 27. April 1895 ebenda) war ein französischer Bahnradsportler.
Paul Médinger gehörte zur ersten Generation von Profi-Radrennfahrern; er war von 1882 bis 1894 aktiv. In diesen Jahren wurde er sechsmal französischer Meister im Sprint, zweimal gewann er den Grand Prix d’Angers. Zudem stellte er zwei Weltrekorde auf.
Nach seinem Rücktritt vom Radsport gründete Médinger die Société des Cycles Médinger. 1895 wurde er von seiner Ehefrau Elsa erschossen. Vorangegangen waren zahlreiche Ehekonflikte, die vor allem auf die (begründete) Eifersucht der Ehefrau zurückgeführt wurden. Medinger unterhielt ein langjähriges Verhältnis mit Blanche de Bailly. Nachdem Elsa Médinger, eine gebürtige Schweizerin, ihren Mann getötet hatte, erschoss sie sich selbst. Sie wurde auf dem Bett im Schlafzimmer vorgefunden, mit ihrem toten Ehemann im Arm.